# 竹葉瀬
竹葉瀬（たかはせ）は、『日本書紀』等に伝わる古代日本の人物。表記は「多奇波世」「竹合」とも。また氏の名を冠して「上毛野竹葉瀬」「上毛野竹合」とも。
上毛野君の祖で、仁徳天皇（第16代）の時に朝鮮へ派遣されたという武将である。

## 記録
『日本書紀』仁徳天皇53年5月条によると、新羅に派遣され、新羅が朝貢しないことを問責したという。その途上では、白鹿を獲たので天皇に献上したのち新羅へ向かったと記される。また、のちに新羅と戦った上毛野田道の兄という。

## 後裔氏族
『新撰姓氏録』では、次の氏族が後裔として記載されている。
- 皇別 左京 上毛野朝臣 - 下毛野朝臣同祖。豊城入彦命五世孫・多奇波世君の後。（以下略）。
- 皇別 左京 住吉朝臣 - 上毛野同祖。豊城入彦命五世孫・多奇波世君の後。
- 皇別 左京 池原朝臣 - 住吉同氏。多奇波世君の後。
- 皇別 左京 桑原公 - 上毛野同祖。豊城入彦命五世孫・多奇波世君の後。
- 皇別 左京 川合公 - 上毛野同氏。多奇波世君の後。
- 皇別 左京 商長首 - 上毛野同氏。多奇波世君の後。三世孫・久比、（以下略）。

『日本書紀弘仁私記』序には「諸蕃雑姓」に注として、
「田辺史、上毛野公、池原朝臣、住吉朝臣らの祖、思須美（しすみ）、和徳（わとく）の両人、大鷦鷯天皇（おおさざき-、仁徳天皇）御宇の年、百済国より化来す。しかして言うに、おのれらの祖、これ貴国将軍上野公竹合（たかはせ）なりといえり。天皇、矜憐して彼の族に混ず。しかして、この書に諸蕃人（= 渡来人）というなり。」
とあり、田辺史・上毛野公・池原朝臣・住吉朝臣4氏が百済からの渡来人でありながら、竹葉瀬の後裔を仮冒したことがわかる。

## 考証
『日本書紀弘仁私記』にあるように、竹葉瀬を祖と仮冒する渡来人グループが形成されていた。ここから、上毛野氏が文化・軍事両面において対朝鮮の交渉に携わっていたことが示唆される。